# Babensham
Babensham település Németországban, azon belül Bajorországban. Lakosainak száma 3307 fő (2023. december 31.). Babensham Eiselfing és Amerang községekkel határos.

## Népesség
A település népessége az elmúlt években az alábbi módon változott:
| Lakosok száma | 1331 | 1369 | 2913 | 2922 | 2945 | 2999 | 3095 | 3136 | 3204 | 3307 |
|               | 1970 | 1975 | 2011 | 2012 | 2014 | 2015 | 2017 | 2019 | 2022 | 2023 |